# HD 40307 e
HD 40307 e là một hành tinh ngoài hệ Mặt trời quay quanh ngôi sao HD 40307. Nó nằm cách 42 năm ánh sáng đi theo hướng phía nam của chòm sao Hội Giá. Hành tinh được phát hiện bằng phương pháp vận tốc hướng tâm, sử dụng bộ máy HARPS của Đài thiên văn Nam châu Âu  bởi một nhóm các nhà thiên văn học do Mikko Tuomi tại Đại học Hertfordshire và Guillem Anglada-Escude thuộc Đại học Gottech dẫn đầu, Đức.
Khối lượng tối thiểu của nó là 3,5 lần so với Trái Đất - nhỏ nhất - và các mô hình động cho thấy nó không thể nhiều hơn nữa (và do đó được đo gần với cạnh trên). Nó tiếp tục nhận được sự bức xạ tương tự từ ngôi sao của nó khi Sao Thủy đi từ Mặt trời. Các hành tinh như thế này trong hệ thống đó được coi là "siêu Trái Đất".

Tuy nhiên, các hành tinh b, c và d được cho là đã di chuyển từ các quỹ đạo bên ngoài; và hành tinh b được dự đoán là một sao Hải Vương. Có khả năng hành tinh này hình thành hơn nữa. Cho dù đó là một sao Hải Vương, siêu sao Kim hay thậm chí siêu sao Thủy đều không được biết đến. 

## liên kết ngoài
- "Super-Earth Discovered in Star's Habitable Zone". Exoplanets. ngày 10 tháng 5 năm 2017. Bản gốc lưu trữ ngày 7 tháng 1 năm 2013. Truy cập ngày 3 tháng 8 năm 2019.